# فيل باور
فيل باور (بالإنجليزية: Phil Power)‏ (25 يوليو 1967 في المملكة المتحدة - ) هو مدرب كرة قدم ولاعب كرة قدم بريطاني في مركز الهجوم. لعب مع سلايما واندريرز وماكليسفيلد تاون ونادي كرو ألكساندرا ونادي اتحاد مانشستر ونادي تشورلي ونادي ويتون ألبيون ونادي رادكليف ‏ ونورثويتش فيكتوريا ونادي ستاليبريدج سيلتيك ونادي بارو ونادي ألترينتشام وليه جنيسيس ‏ وباك أب بورو ‏.

## وصلات خارجية
- فيل باور على موقع قاعدة بيانات كرة القدم.إي يو (الإنجليزية)